# دیتا ون تیز
دیتا ون تیز (انگلیسی: Dita Von Teese؛ زاده‌شده به نام هیثر رِنِی سوئیت؛ (انگلیسی: Heather Renée Sweet؛ زادهٔ ۲۸ سپتامبر ۱۹۷۲) بازیگر، مانکن و طراح رقص اهل ایالات متحده آمریکا است. فون تیز نام هنری خود را با پذیرش نام دیتا به عنوان ادای احترام به بازیگر فیلم صامت دیتا پارلو انتخاب کرد.
بخشی از شهرت دیتا ون تیز بخاطر ازدواج کوتاه خود با مرلین منسون خواننده و اجرا در موزیک ویدئوهای او است.
از سال ۲۰۰۶ تا ۲۰۰۸، ون تیز سخنگوی Viva Glam برای لوازم آرایشی و اکسسوری MAC بود تا برای تحقیقات درمورد ایدز پول جمع‌آوری کند. از سال ۲۰۰۷ تا ۲۰۱۳، او سفیر جهانی Cointreau بود و در ۲۰۱۰–۲۰۱۱ چهره Perrier بود. او همچنین چهار عطر با برند خود دارد. ون تیز همچنین دارای مارک لباس زیر زنانه مخصوص خود و جوراب ساق بلند تحت نام Secrets in Lace و ژاکت‌های مجلسی مجلسی برای فروشگاه اینترنتی استرالیایی Wheels & Dollbaby است.

## گزیده فیلمشناسی
از فیلم‌ها یا برنامه‌های تلویزیونی که وی در آن نقش داشته‌است می‌توان به آثار زیر اشاره کرد.
- تظاهر (۲۰۰۶)
- مسابقه آواز یوروویژن (۲۰۰۹)
- سی‌اس‌آی (۲۰۱۱)
- پروژه مد (۲۰۱۴)

## نگارخانه

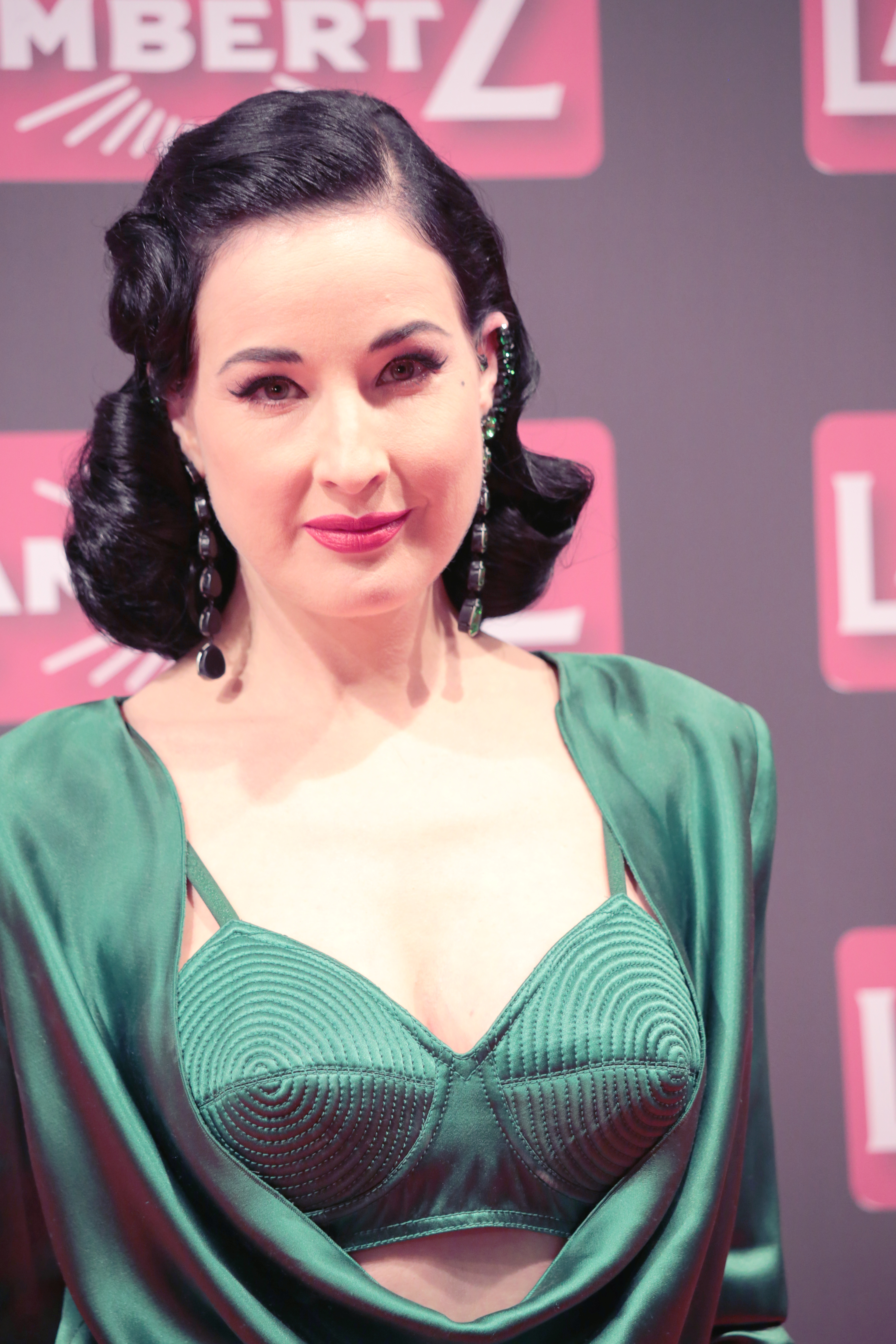
ون تیز در سال ۲۰۱۸